# Shannon Bex
Shannon Rae Bex, nota come Shannon Bex (Bend, 22 marzo 1980), è una cantante e ballerina statunitense, membro del gruppo delle Danity Kane, sotto contratto con la Bad Boy Records di Diddy fino al 2009, quando il gruppo si è sciolto.
Oltre alla carriera con il gruppo delle Danity Kane, la Bex ha all'attivo un album da solista, intitolato I'm A Woman, pubblicato nel 2012.
Nel 2013 Bex prende parte alla reunion delle Danity Kane. Il gruppo si scioglie nuovamente nell'agosto del 2014. Poco dopo lo scioglimento del gruppo Bex insieme a Aubrey O'Day dà vita al duo dance-pop Dumblonde; le due cantanti confermano la nascita del duo durante gli iHeart Radio Music Awards 2015. Il 25 settembre 2015 il duo pubblica il suo primo album dal titolo Dumblonde.
Nell'estate 2018 Aubrey O'Day, Shannon Bex e Dawn Richard annunciano una nuova reunion delle Danity Kane e che il gruppo andrà in tournée per promuovere il loro nuovo album delle Dumblonde, il nuovo lavoro di Richard e nonché le canzoni delle Danity Kane.

## Biografia
Shannon Bex nacque a Gresham nell'Oregon. Già all'età di tre anni, Shannon Bex comincia a prendere lezioni di balletto. Apparirà ne Lo Schiaccianoci per la regia di James Canfield, esibendosi presso l'Oregon Ballet Theatre. Ma è a partire dall'età di 12 anni che la Bex inizia a prendere lezioni di danza moderna e jazz. La famiglia si trasferisce a Bend, altra cittadina dell'Oregon, dove la Bex frequenta la Mountain View High School dell'Oregon. A scuola prenderà parte a corsi di recitazione, di ballo e di coro. A diciannove anni farà parte del team delle cheerleader della squadra di basket dei Portland Trail Blazers e lo farà per 5 anni.

## Carriera

### 2003–2009: Making the Band 3 e le Danity Kane

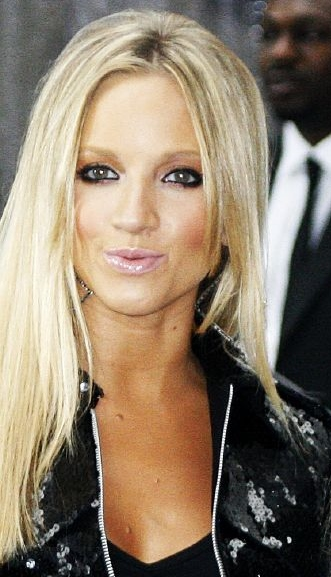
Shannon nell'ottobre 2006.

Shannon Bex ha cantato e ballato per cinque stagioni con i Portland Trail Blazers. Nel 2003 partecipò al reality show Fame trasmesso sulla NBC, nel quale arrivò in finale insieme a Harlemm Lee. Durante la finale fu notata da Johnny Wright che nel 2005 le consigliò di partecipare al reality show Making the Band. La Bex grazie al realiy divenne un membro del gruppo delle Danity Kane, la quale divenne, non solo, l'unica ragazza del gruppo ad essere sposata, ma anche la più grande, e per questo a volte veniva chiamata "la mamma del gruppo".
Il 28 gennaio 2008 durante un'intervista a Mtv News la Richard dichiarò che il gruppo si era sciolto, inoltre dichiarò che Combs aveva invitato le ragazze rimaste a partecipare alla nuova edizione di Making the Band, ma soltanto due ragazze parteciparono allo show: Aundrea Fimbres e Dawn Richard, mentre Shannon Bex non partecipò. In un'intervista concessa poco dopo l'inizio dello show la Bex dichiarò apertamente che non era contenta di come erano andate le cose. La Richard dichiarò: "Non so perché Shannon abbia lasciato. Credo sia semplicemente felice. Ho sentito che le cose con suo marito vanno bene. Le voglio bene, ma non so il motivo".
La nuova stagione di Making the Band mostrò le due ragazze rimaste che lottavano per cercare di continuare a lavorare insieme come gruppo e sperando nel ritorno della Bex. La serie terminò il 16 aprile 2009, quando nell'ultima puntata Combs disse alla Richard e alla Fimbres che aveva sciolto il contratto con D.Woods, la O'Day, con la Bex e che avrebbe sciolto anche il contratto con la Fimbres. Inoltre disse che la Richard avrebbe continuato a lavorate nella casa discografica e se si fosse parlato in futuro di un progetto di riunione, lo avrebbe appoggiato con tutte le forze.

### 2011–2014: la carriera da solista, il ritorno con le Danity Kane e il secondo scioglimento
Nel marzo 2011, la Bex annunciò di aver intrapreso la carriera di solista e di aver formato una band, chiamata Bex, con alcuni dei membri del gruppo Elliot.. La band si esibì al Dance Track " Magazine 2011 Artist Awards gala.
Nell'aprile 2012 la Bex annunciò che avrebbe pubblicato entro l'anno il suo primo album e che avrebbe cercato di produrlo totalmente da sola. Per questo nel maggio dello stesso anno iniziò una campagna per la raccolta di fondi per la produzione dell'album. I fondi raccolti le permisero di distribuire il suo primo singolo I'm Out, il quale fu pubblicato il 14 maggio 2012 tramite iTunes. Il suo EP di debutto fu invece distribuito il 18 settembre dello stesso anno tramite PledgeMusic.
Nel maggio 2013 Shannon Bex, Aundrea Fimbres, Aubrey O'Day e Dawn Richard iniziarono a parlare di una possibile reunion e da allora vennero pubblicate foto del gruppo in studio di registrazione. Il quinto membro della band Wanita "D. Wood" dichiarò che non avrebbe preso parte al progetto.
Durante il pre-show degli MTV Video Music Awards 2013, il 25 agosto 2013, i quattro membri rimanenti del gruppo hanno annunciato la reunion e che il nuovo singolo, chiamato Rage, uscirà presto. Inoltre hanno dichiarato che il singolo è stato prodotto da The Stereotypes, gli stessi prodotti del singolo Damaged.
Il 15 maggio 2014 è stato commercializzato, tramite il sito SoundCloud, il primo singolo del terzo album del gruppo intitolato Lemonade. Il singolo è stato prodotto da The Stereotypes e vede la collaborazione col il rapper Tyga. Il 29 maggio viene invece distribuito un "lyrics video" del singolo, tramite YouTube, dove tre bambine impersonano le tre ragazze.
Il gruppo si scioglie nuovamente nell'agosto del 2014 a seguito di una forte lite tra Dawn Richard e Aubrey O'Day. L'annuncio viene dato ufficialmente da O'Day e Bex l'8 agosto 2014.
Il 24 settembre 2014 O'Day e Bex annunciano che il terzo album del gruppo, intitolato DK3, verrà comunque pubblicato. Lo stesso giorno viene pubblicato il secondo e ultimo singolo tratto dall'ultimo Rhythm of Love Il terzo e ultimo album del gruppo viene pubblicato il 27 ottobre 2014.

### 2014 - 2016: Il debutto delle Dumblonde eDumblonde
Poco dopo lo scioglimento del gruppo e la pubblicazione del terzo album, iniziarono a girare in rete e sui vari social network foto delle due ragazze in studio di registrazione. Le due cantanti confermano la nascita del duo durante gli iHeart Radio Music Awards 2015.
Il gruppo fa il suo debutto ufficiale con la pubblicazione del primo singolo estratto dal loro primo album. Il singolo, dal titolo White Lightning, viene pubblicato il 17 luglio 2015. Lo stesso giorno viene pubblicato sul canale YouTube del duo il video ufficiale del singolo.
Il 25 settembre 2015 il gruppo pubblica il suo primo album dal titolo Dumblonde.. L’album debutta alla posizione numero 129 della Billboard 200 vendendo, negli Stati Uniti, oltre cinque mila copie nella prima settimana.

### 2016 – 2019:Remember Me, la seconda reunion delle Danity Kane eBianca
Il 15 gennaio 2016 il duo pubblica un nuovo singolo dal titolo ‘’Remember Me’’, tratto dall'omonimo album. Il duo lavora sul secondo album e il 4 luglio 2018 pubblica il singolo White Hot Lies.
Dopo la pubblicazione del singolo il Bex e O'Day annunciano che prenderanno parte ad una nuova reunion delle Danity Kane e insieme a Dawn Richard andranno in tournée per promuovere il loro nuovo album, il nuovo lavoro di Richard e nonché le canzoni delle Danity Kane. Il tour inizia il 28 settembre 2018 a Stamford e termina il 2 marzo 2019 a Seattle.
Al termine della tournée con le Danity Kane, le Dumblonde pubblicano, il 4 marzo 2019, il loro secondo album dal intitolato Bianca. Nel gennaio 2019 Aubrey O'Day annuncia che il gruppo sta lavorando a nuovo materiale; quello stesso anno il trio pubblicata il singolo Neon Lights.

### 2020: Vooks, il futuro delle Dumblonde e delle Danity Kane
Il futuro delle Dumblonde è incerto, O'Day è impegnata nella sua collaborazione con Dawn Richard con la creazione di nuovo materiali sotto il nome delle Danity Kane mentre Bex è impegnata nella promozione della sua impresa Vooks come indicato durante una diretta su Instagram O'Day ha dichiarato che "Bex è focalizzata sulla costruzione della sua azienda Vooks", aggiungendo che "le Danity Kane sono molto più che cinque ragazze, possono essere una, due, cinque ragazze. Sono una voce per le donne e che al momento siamo in due e chissà cosa ci attende in futuro. Le cose possono cambiare, le cose si possono muovere in direzioni diverse. Tutti sono sempre ben accetti a tornare". Bex non prende parte al nuovo materiale rilasciato dalla Danity Kane.

## Discografia

### Con le Danity Kane
- 2006 - Danity Kane
- 2008 - Welcome to the Dollhouse
- 2014 - DK3

### Solista

#### Album
- 2012 - I'm A Woman

#### Singoli
- 2012 - I'm Out

### Con le Dumblonde
- 2015 - Dumblonde
- 2016 - Dumblonde x HEiR
- 2019 - Bianca